# ゴードン・ラムゼイ
- ゴードン・ラムゼイ
- ゴードン・ラムジー

ゴードン・ジェームズ・ラムゼイ OBE（Gordon James Ramsay (/rǽmziː/) 、1966年11月8日 - ）は、スコットランド出身の3つ星シェフである。
ロンドンにある3つのレストランで、合計7つのミシュランの星を持つ。3つ星を獲得しているのは、ロンドンの Royal Hospital Road本店1軒のみ。1997年、ゴードン・ラムゼイはロンドンのチェルシーに自分の名前を冠した「レストラン・ゴードン・ラムゼイ」を開業し、今も運営している。開業から4年後の2001年にミシュランガイドで星3つを獲得し、それを維持している。ミシュラン3つ星は、「このレストランを訪れるために特別な旅行をする価値がある」という意味で、世界クラスのレストランと認められている。
2023年現在、彼は世界各国に「ゴードンラムゼイバーガー」および「ゴードンラムゼイピザ」など約30店のレストランを展開し、合計7つのミシュラン星を保有している。これは世界で共同6位の多さである。OBE（大英帝国勲章）を受章している。

## 経歴
15歳でグラスゴー・レンジャーズに所属するサッカー選手になったが、膝の故障が元で断念。その後、料理の道に進み、数々の一流料理人の下で働き、レストランオーベルジーヌのシェフとなる。3年でミシュランの星2つを獲得。1998年にロンドンのチェルシーに自分のレストランをもち、2001年にミシュランの星3つを獲得。

## 人物
性格は短気。料理に情熱を持っている。歯に衣着せずスタッフたちを罵倒したり、物を投げたりする。そんなキャラクターが受けてテレビ出演も多く、彼自身を追ったドキュメンタリー"Boiling Point"や、様々な問題を抱えるレストランを立て直す"Ramsay's Kitchen Nightmares"、無名の若手シェフにお題を与え、彼らを叱咤・罵倒しながら料理を競わせる『ヘルズ・キッチン〜地獄の厨房』などは有名。日本ではWIREDの日本語版YouTubeチャンネルで発言した「ぜひ両耳にパンを当ててみてください バカのサンドイッチの完成です」という発言でも知られている。
また、これまで6冊のレシピ本を書いている。
村田吉弘と共にシンガポール航空の機内食のメニューも監修している。
映画『二ツ星の料理人』の主人公のモデルでもある。
本業とは別に、声優としての活動も行っている。『ミッキーマウスとロードレーサーズ』のエピソード「レストランをすくえ（原題:Diner Dog Rescue）」では、世界中の潰れそうなレストランを救う番組「メニュー・メークオーバー」で活躍する有名シェフのオクスリー役を演じている。

## レストラン
- Gordon Ramsay at Royal Hospital Road（ロンドン・チェルシー）3つ星
- The Savoy Grill（ロンドン、サヴォイ・ホテル内）
- Verre(ドバイ、ヒルトン・ドバイ・クリーク内）
- ゴードン・ラムゼイatロンドンホテル（ニューヨーク・マンハッタン）ニューヨークは以前、2つ星。現在は掲載されていない。
- GORDON RAMSAY PUB & GRILL（アトランティックシティ・シーザーズ・アトランティックシティ内、シーザースパレス ラスベガス内）
- GORDON RAMSAY HELL'S KITCHEN（シーザースパレス ラスベガス内）
- GORDON RAMSAY FISH & CHIPS（The Linq Promenade内）
- GORDON RAMSAY STEAK（Paris Las Vegas内）
- GORDON RAMSAY BURGER LAS VEGAS（Planet Hollywood Las Vegas内）

以前に監修していたレストラン
- ゴードン・ラムゼイatコンラッド東京（東京・コンラッド東京内）
- セリーズbyゴードン・ラムゼイ（同上）

## 出演

### テレビ
| 年                           | 邦題／原題 | 放送局             | 備考/放送日                                                                                         | 出典                              |
| ---------------------------- | --- | ------------------ | --------------------------------------------------------------------------------------------------- | --------------------------------- |
| 2002, 2006                   | トップ・ギア Top Gear | BBC Two            | 2002年12月22日、2006年5月14日                                                                       | [ 7 ]                             |
| 2004–2009                    | Ramsay's Kitchen Nightmares                                                                                                   | チャンネル4        | |                                   |
| 2004                         | ヘルズ・キッチン〜地獄の厨房 Hell's Kitchen UK                                                                                | ITV                | ゲイリー・ローズ、ジョン・クリストフ・ノヴェリ、マルコ・ピエール・ホワイトと3つのシリーズで再登場。 |                                   |
| 2005–                        | Hell's Kitchen US | フォックス放送     | 2005年5月30日 -                                                                                     | [ 8 ]                             |
| 2005–2010                    | The F Word UK | チャンネル4        | 2005年10月27日 - 2010年1月7日                                                                       |                                   |
| 2006, 2008, 2010, 2012, 2014 | Soccer Aid | ITV                | 2006年5月、2008年9月、2010年6月、2012年5月、2014年6月                                               | [ 9 ] [ 10 ] [ 11 ] [ 12 ] [ 13 ] |
| 2007                         | エキストラ:スターに近づけ! Extras (Christmas Special)                                                                         | BBC Two            | 2007年12月16日                                                                                      | [ 14 ]                            |
| 2007–2014                    | Kitchen Nightmares | フォックス放送     | 7シリーズ; 90エピソード                                                                             | [ 15 ]                            |
| 2008                         | Gordon Ramsay: Cookalong Live                                                                                                 | チャンネル4        | 2008年1月18日 - 2008年12月12日                                                                      | [ 16 ]                            |
| 2009                         | Gordon Ramsay: Cookalong Live US                                                                                              | フォックス放送     | 2009年12月15日                                                                                      | [ 17 ]                            |
| 2010                         | Gordon's Great Escape | チャンネル4        | 全7話; 2010年1月18日 - 2011年5月30日                                                                | [ 18 ]                            |
| 2010–                        | MasterChef US | フォックス放送     | 2010年7月27日 - 現在                                                                                | [ 19 ]                            |
| 2010                         | Ramsay's Best Restaurant | チャンネル4        | 2010年9月14日 - 11月9日                                                                             |                                   |
| 2010                         | Christmas with Gordon | チャンネル4        | 2010年12月                                                                                          |                                   |
| 2011                         | ザ・シンプソンズ The Simpsons – "The Food Wife"                                                                               | フォックス放送     | 2011年11月13日                                                                                      | [ 20 ]                            |
| 2012                         | Gordon Behind Bars | チャンネル4        | 2012年6月26日 - 7月17日                                                                             | [ 21 ]                            |
| 2012–2016                    | Hotel Hell | フォックス放送     | 2012年8月13日 - 2016年7月26日                                                                       | [ 22 ]                            |
| 2012                         | Gordon Ramsay's Ultimate Cookery Course                                                                                       | チャンネル4        | 2012年9月10日                                                                                       |                                   |
| 2012                         | Hotel GB | チャンネル4        | 2012年10月1日 - 10月5日                                                                             |                                   |
| 2013                         | Gordon Ramsay's Home Cooking                                                                                                  | チャンネル4        | 20回シリーズ；2013年10月14日 - 11月8日                                                              | [ 23 ]                            |
| 2013–                        | MasterChef Junior | フォックス放送     | 2013年9月27日 - 現在                                                                                | [ 24 ]                            |
| 2013 & 2021                  | Ant & Dec's Saturday Night Takeaway                                                                                           | ITV                | 2013年3月1日「Prank」、2021年2月27日「Star Guest Announcer」                                        | [ 25 ]                            |
| 2014                         | Ramsay's Costa del Nightmares                                                                                                 | チャンネル4        | 2014年9月23日                                                                                       |                                   |
| 2014                         | Masterchef Poland | TVN                | 2014年10月19日                                                                                      | [ 26 ]                            |
| 2015–                        | Matilda and the Ramsay Bunch                                                                                                  | CBBC               | 2015年4月14日 - 現在 ゴードンはエグゼクティブ・プロデューサーでもある。                             | [ 27 ]                            |
| 2017                         | The F Word US | Fox                | 1シリーズ; 11エピソード                                                                             | [ 28 ]                            |
| 2017                         | The Nightly Show | ITV                | ゲストプレゼンター; 5エピソード                                                                     | [ 29 ]                            |
| 2017                         | Culinary Genius | ITV                | 1シリーズ; 20エピソード; 2017年4月17日 - 5月12日                                                    | [ 30 ]                            |
| 2017                         | Gordon Ramsay on Cocaine | ITV                | 2部構成、前編2017年10月19日＆後編2017年10月26日                                                     | [ 31 ]                            |
| 2017                         | ミッキーマウス ミックス・アドベンチャー Mickey Mouse Mixed-Up Adventures (previously known as Mickey and the Roadster Racers) | ディズニージュニア | 2017年11月5日                                                                                       | [ 32 ]                            |
| 2017                         | 冷蔵庫をお願い Please Take Care of My Refrigerator                                                                            | JTBC               | 2017年12月11日                                                                                      | [ 33 ]                            |
| 2018                         | My Houzz | YouTube            | 2018年1月30日                                                                                       | [ 34 ]                            |
| 2018–                        | Gordon Ramsay's 24 Hours to Hell & Back                                                                                       | フォックス放送     | 2018年6月13日 - 現在                                                                                | [ 35 ]                            |
| 2018                         | The Adventures of Rocky and Bullwinkle                                                                                        | Amazon Prime Video | 2018年5月11日                                                                                       | [ 36 ]                            |
| 2018                         | MasterChef Australia | ネットワーク・テン | 2018年5月27日 - 2018年5月30日                                                                       |                                   |
| 2018–                        | Gordon, Gino and Fred: Road Trip                                                                                              | ITV                | シリーズ1；2018年10月11日、シリーズ2；2020年4月2日                                                  | [ 37 ] [ 38 ]                     |
| 2019                         | ゴードン・ラムゼイ:秘境の青空キッチン Gordon Ramsay: Uncharted                                                                | ナショジオ         | シリーズ1；2019年7月、シリーズ2；2020年7月7日、シリーズ3；2021年5月31日                             | [ 40 ] [ 41 ]                     |
| 2019                         | Gordon, Gino & Fred: Christmas Road Trip Three Unwise Men                                                                     | ITV                | 2019年12月23日                                                                                      | [ 42 ]                            |
| 2020                         | MasterChef Australia | ネットワーク・テン | ゴードン・ラムゼイ・ウィーク；2020年4月13日 - 19日                                                  | [ 43 ]                            |
| 2020                         | Gordon, Gino and Fred: Desperately Seeking Santa                                                                              | ITV                | 2020年12月16日                                                                                      | [ 44 ] [ 45 ]                     |
| 2021                         | Gordon Ramsay's Bank Balance                                                                                                  | BBC One            | シリーズ1、全9話、2021年2月24日 - 2021年3月12日。レッドノーズ・スペシャル：2021年3月13日            | [ 46 ] [ 47 ]                     |
| 2021                         | Gordon, Gino & Fred Go Greek                                                                                                  | ITV                | 2シリーズ                                                                                           | [ 48 ]                            |
| 2022                         | Next Level Chef | フォックス放送     | 2022年1月2日 -                                                                                      | [ 49 ]                            |
| TBA                          | Gordon Ramsay’s Future Food Stars                                                                                             | BBC One            | Upcoming series                                                                                     | [ 50 ]                            |

### 映画
| 年   | タイトル                                                       | 役名            | 備考       |
| ---- | -------------------------------------------------------------- | --------------- | ---------- |
| 2011 | Love's Kitchen                                                 | 本人役          | カメオ出演 |
| 2015 | 二ツ星の料理人 Burnt                                           | Chef Consultant |            |
| 2017 | スマーフ スマーフェットと秘密の大冒険 Smurfs: The Lost Village | Baker Smurf     | 声         |

### ゲーム
| 年   | タイトル                  | 役名   | 備考 |
| ---- | ------------------------- | ------ | ---- |
| 2008 | Hell's Kitchen: The Game  | 本人役 | 声   |
| 2016 | Gordon Ramsay Dash        | 本人役 | 声   |
| 2021 | Gordon Ramsay: Chef Blast | 本人役 | 声   |